# SBS funE
SBS funE è un canale televisivo via cavo sudcoreano, proprietà di SBS Medianet, una divisione di Seoul Broadcasting System. È stato lanciato il 1º gennaio 2009 come E! che in precedenza era di proprietà di NBCUniversal. Nel 2011, NBCUniversal si è cimentata con SBS e il canale è stato ribattezzato SBS E! e poi nel 2013, SBS ha acquisito la quota di NBCUniversal e ribattezzato il canale come SBS funE.